# Non scherzare con le donne
Non scherzare con le donne è un film del 1955 diretto da Giuseppe Bennati

## Trama
Mario si trova per motivi di lavoro, essendo un ingegnere, in un centro balneare della toscana, vive presso una famiglia del luogo e fa la corte a Lucia la figlia minore dei padroni di casa. Quando arriva la sorella maggiore Adriana, la situazione si complica per Mario, lei cercherà in tutti i modi di ostacolare le conquiste del giovane arrivando fino ad innamorarsi di lui.